# Chris Bus
Chris Bus (Antwerpen, 25 april 1955) is een Belgische actrice. Chris Bus is getrouwd met Carry Goossens op 31 augustus 1990. Ze heeft twee dochters uit haar vorige relatie. 
In 1995 werd ze genomineerd voor het AKVT-Roelandjuweel voor de beste hoofdrol met haar vertolking in het stuk "Het haar van de hond" van Hugo Claus.

## Biografie
Bus volgde van 1968 tot 1973 ballet, toneel- en voordracht bij “De Club van Tante Corry” te Antwerpen. Vanaf 2003 volgde Bus in binnen- en buitenland verschillende yoga opleidingen, waarna ze in 2013 zelf begon met haar eigen yogapraktijk. Van 1985 tot 2008 was Bus ononderbroken actief bij diverse amateurgezelschappen in Vlaanderen en vanaf 2003 speelde ze tevens ook bij meerdere beroepsgezelschappen. 

## Filmografie

### Theater
Op de planken was Bus te zien in twee theaterproducties van het Raamtheater: "Mijn kouwe steen" en "Oude meesters". 
Ze was ook actief bij de gezelschappen Kunst Veredelt en Ket.

### Televisieseries
- 2 Straten verder
- Wittekerke
- Code 37
- Lili en Marleen
- Spoed
- Thuis
- Aspe
- De Kotmadam
- Familie.